# Episodi di Detective Conan (diciannovesima stagione)
Questa è una lista degli episodi della diciannovesima stagione della serie anime Detective Conan.

## Lista episodi
| Nº Ja | Nº It | Titolo italiano Giapponese 「Kanji」 - Rōmaji - Traduzione letterale | In onda           | In onda           |
| Nº Ja | Nº It | Titolo italiano Giapponese 「Kanji」 - Rōmaji - Traduzione letterale | Giapponese        | Italiano          |
| 566   | 617   | Il mio amico Babbo Natale 「相棒はサンタさん」 - Aibō wa Santa-san – "Il partner è Santa-san" | 27 febbraio 2010  | 5 settembre 2013  |
| 566   | 617   | Kogoro chiede a Conan di occuparsi di un bambino soprannominato Babbo Natale mentre parla con sua madre che ha subito delle aggressioni. Nei giorni seguenti, questa viene rapita. Conan cerca di indagare sull'accaduto, ma deve fare i conti con le esigenze del bimbo. |                   |                   |
| 567   | 618   | Un alibi quasi perfetto 「露天風呂に降る殺意」 - Rotenburo ni furu satsui – "Intento omicida verificatosi in un bagno a cielo aperto" | 6 marzo 2010      | 6 settembre 2013  |
| 567   | 618   | Kogoro, Ran e Conan si recano alle terme. Un uomo che voleva acquistare l'impianto viene ritrovato morto. Sembra che una pietra si sia staccata dalla parete e lo abbia colpito, ma Conan è convinto che non si tratti di un incidente. |                   |                   |
| 568   | 619   | I fiori di ciliegio - prima parte - 「白鳥警部、桜の思い出（前編）」 - Shiratori-keibu, sakura no omoide (zenpen) – "L'ispettore Shiratori ed i ricordi dei ciliegi - prima parte -" | 13 marzo 2010     | 9 settembre 2013  |
| 568   | 619   | Shiratori è convinto che Sato sia la donna del suo destino perché, quando era piccolo, aveva incontrato una bambina che le somigliava molto e che gli aveva cambiato la vita. Nel suo giorno libero, Shiratori si reca al cinema e qui incontra Conan e i Giovani Detective che stanno per assistere alla proiezione di un film di Gomera. Shiratori inizia a parlare con la sua vicina di posto e scopre che anch'essa è solita creare una collanina di fiori di carta sui bicchieri delle bibite come la bambina del suo passato. Quando scoprono che è perseguitata da uno stalker, i ragazzi e Shiratori si offrono di riaccompagnarla a casa. Qui viene ritrovato il corpo senza vita del fidanzato della ragazza. |                   |                   |
| 569   | 620   | I fiori di ciliegio - seconda parte - 「白鳥警部、桜の思い出（後編）」 - Shiratori-keibu, sakura no omoide (kōhen) – "L'ispettore Shiratori ed i ricordi dei ciliegi - seconda parte -" | 20 marzo 2010     | 10 settembre 2013 |
| 569   | 620   | Shiratori è combattuto perché ha trovato degli indizi che potrebbero incriminare la donna, ma, inizialmente, non riesce a credere che lei abbia potuto fare una cosa simile. Conan ed Ai convincono Shiratori a rivelare le prove in suo possesso. Shiratori è molto triste e Ayumi gli regala un bracciale di fiori di carta. Shiratori scopre che è stata Kobayashi e non l'assassina ad insegnarle come si realizza. |                   |                   |
| 570   | 621   | Il crimine che non può essere dimostrato 「立証確率ゼロの犯罪」 - Risshō kakuritsu zero no hanzai – "Un crimine che ha zero possibilità di essere provato" | 27 marzo 2010     | marzo 2014        |
| 570   | 621   | Kogoro, Conan e Ran si trovano in un centro commerciale. Qui, i tre soccorrono una donna che, dopo aver ricevuto una telefonata, sviene. Dopo essersi ripresa, rivela che a chiamarla è stato un agente di polizia che l'avvisava della morte del cognato nella sua abitazione. Conan e Kogoro si recano sul luogo del delitto per aiutare Megure nella risoluzione del caso. |                   |                   |
| 571   | 622   | Caccia al tesoro nel magazzino stregato - prima parte - 「もののけ倉でお宝バトル（前編）」 - Mononoke kura de otakara battle (batoru) (zenpen) – "Battaglia per il tesoro nel magazzino infestato (prima parte)" | 1º maggio 2010    | 11 settembre 2013 |
| 571   | 622   | I Giovani Detective visitano un vecchio magazzino che si dice inghiotta tutti i tesori che vengono nascosti al suo interno. L'edificio è completamente vuoto e su una parete è posizionato un abaco i cui grani sono collegati a degli ingranaggi. Mentre esplora il magazzino dall'esterno, Conan sale su un albero e si affaccia ad una finestra. Con sua enorme sorpresa, Conan vede che il pavimento del magazzino è interamente coperto di tesori. |                   |                   |
| 572   | 623   | Caccia al tesoro nel magazzino stregato - seconda parte - 「もののけ倉でお宝バトル（後編）」 - Mononoke kura de otakara battle (batoru) (kōhen) – "Battaglia per il tesoro nel magazzino infestato (seconda parte)" | 8 maggio 2010     | 12 settembre 2013 |
| 572   | 623   | Durante le indagini, i Giovani Detective fanno delle osservazioni molto acute e Conan si chiede chi li stia aiutando. Conan, grazie anche all'aiuto degli amici, riesce a risolvere l'enigma che si cela dietro alla presenza dell'abaco nella stanza. Oltre a recuperare i tesori contenuti nel magazzino, la polizia riesce a catturare anche un ladro. Al termine della vicenda, Conan scopre che è stato Heiji ad aiutare i ragazzi. |                   |                   |
| 573   | 624   | Dov'è il mio portafortuna? - prima parte - 「恥ずかしいお守りの行方（前編）」 - Hazukashii omamori no yukae (zenpen) – "L'ubicazione dell'amuleto imbarazzante (prima parte)" | 15 maggio 2010    | 13 settembre 2013 |
| 573   | 624   | Heiji si trova in città perché sta cercando un ragazzo a cui ha dato per sbaglio un amuleto che Kazuha aveva creato per lui. Ran capisce che Kazuha aveva messo nell'amuleto una foto di Heiji e non vuole che si scopra. Heiji e gli altri si recano in un bar dove sembra che il ragazzo debba avere un appuntamento, ma qui scoprono che chi stavano cercando è stato aggredito. Conan e Heiji riescono a restringere il campo di sospetti a tre persone. |                   |                   |
| 574   | 625   | Dov'è il mio portafortuna? - seconda parte - 「恥ずかしいお守りの行方（後編）」 - Hazukashii omamori no yukae (kōhen) – "L'ubicazione dell'amuleto imbarazzante (seconda parte)" | 22 maggio 2010    | 16 settembre 2013 |
| 574   | 625   | I due detective analizzano gli alibi dei tre sospettati: ognuno di essi si è recato ad assistere ad un incontro sportivo differente. Dai loro racconti, però, Conan e Heiji intuiscono che uno di loro sta mentendo. |                   |                   |
| 575   | 626   | L'alibi del vestito nero - prima parte - 「黒きドレスのアリバイ（前編）」 - Kuroki doresu no aribai (zenpen) – "L'alibi del vestito nero (prima parte)" | 29 maggio 2010    | marzo 2014        |
| 575   | 626   | Kogoro e Conan accompagnano Ran e Sonoko a fare shopping. Mentre sono in un bar, vedono entrare una ragazza che indossa un abito in stile Gothic Lolita. Questa ordina un bicchiere d'acqua e si reca alla toilette. Dieci minuti dopo, entra una donna che afferma di avere appuntamento con lei. I vestiti di Ran e Sonoko si macchiano e le due decidono di andare in bagno a cambiarsi. Qui viene ritrovato il corpo della Gothic Lolita. |                   |                   |
| 576   | 627   | L'alibi del vestito nero - seconda parte - 「黒きドレスのアリバイ（後編）」 - Kuroki doresu no aribai (kōhen) – "L'alibi del vestito nero (seconda parte)" | 5 giugno 2010     | marzo 2014        |
| 576   | 627   | Dall'interrogatorio dell'amica della vittima, non sembra possibile che sia coinvolta nel delitto. Conan, però, nota delle piccole incongruenze nelle sue azioni e ritiene che la donna abbia sfruttato l'abbigliamento da Gothic Lolita per compiere il delitto. |                   |                   |
| 577   | 628   | La cerimonia delle lucciole 「ホタルが灯した真実」 - Hotaru ga tomoshita shinjitsu – "La verità che le lucciole illuminano" | 19 giugno 2010    | 17 settembre 2013 |
| 577   | 628   | Agasa ed i Giovani Detective si recano ad una festa dove vengono liberate delle lucciole. Una delle due persone incaricate della liberazione degli insetti viene ritrovata morta. |                   |                   |
| 578   | 629   | Il mistero delle magliette rosse - prima parte - 「危機呼ぶ赤い前兆（オーメン）」 - Kiki yobu akai omen (ōmen) – "Il rosso presagio che chiama la crisi" | 26 giugno 2010    | 27 settembre 2013 |
| 578   | 629   | I Giovani Detective incontrano per caso un uomo e, dopo aver passato il pomeriggio in sua compagnia, si accorgono che questi ha intenzione di suicidarsi. I ragazzi lo fanno desistere dal suo proposito. Conan viene a sapere, dai suoi amici, che fra gli ostaggi della rapina in banca c'era anche un uomo somigliante ad Akai e rimane scioccato dalla notizia. Rientrato a casa, Conan viene coinvolto in uno dei casi di Kogoro. Il giorno successivo, Kogoro, Ran e Conan si recano ad incontrare un cliente che ha commissionato l'indagine e qui notano Jodie che sta cercando l'uomo somigliante ad Akai. Jodie sta chiedendo informazioni ad una commessa che vende abbigliamento con lo stesso marchio presente sul cappellino dell'uomo. Dopodiché, Kogoro, Ran e Conan incontrano un uomo che rivela di indossare dell'esplosivo sotto i vestiti. |                   |                   |
| 579   | 630   | Il mistero delle magliette rosse - seconda parte - 「黒き13の暗示（サゲスト）」 - Kuroki jū-san no suggest (sagesuto) – "Il suggerimento del tredici nero" | 3 luglio 2010     | 30 settembre 2013 |
| 579   | 630   | Anche l'Organizzazione nera è al corrente della comparsa dell'uomo somigliante ad Akai e Gin ha in mente un piano. Anche Camel nota quest'uomo e lo insegue mentre Jodie trova sotto il suo bicchiere di tè un messaggio che le dice di allontanarsi dal centro commerciale. Intanto, l'uomo con gli esplosivi afferma che è stato costretto a legarseli: l'uomo mascherato che lo ha obbligato a questo gesto ha riempito il piano in cui si trovano di esplosivo e lo farà detonare se i presenti, ed in particolare Kogoro, non riusciranno a scoprire chi ha spedito 13 magliette rosse che gli sono state recapitate. Sul piano sono presenti anche Subaru e l'uomo somigliante ad Akai. Nel frattempo, alcuni membri dell'Organizzazione nera sono appostati all'esterno del centro commerciale. Chianti attende l'arrivo di Akai per ucciderlo. Gin tiene una pistola puntata alla testa di Kir spiegandole che, se scoprirà che l'agente dell'FBI è ancora vivo, la ucciderà. |                   |                   |
| 580   | 631   | Il mistero delle magliette rosse - terza parte - 「迫る黒の刻限（タイムリミット）」 - Semaru kuro no time limit (taimu rimitto) – "Il limite di tempo nero si avvicina" | 10 luglio 2010    | 1º ottobre 2013   |
| 580   | 631   | Vodka e Gin parlano di Bourbon dicendo che lavora in segreto come Vermouth e che il suo odio per Akai è talmente forte da pensare che lui sia l'unico a poterlo uccidere. Conan capisce che le 13 magliette rosse formano un codice. Intanto, Jodie scopre che l'uomo somigliante ad Akai si trova nel piano che è stato preso di mira dall'attentatore. Anche Okiya si accorge della presenza di Akai e, prima che quest'ultimo possa vederlo, si nasconde fra la folla sorridendo. Conan continua ad indagare e, utilizzando la voce di Kogoro, spiega ai presenti chi è colpevole. Okiya si affaccia ad una finestra e si accorge anche della presenza dell'organizzazione all'esterno dell'edificio. |                   |                   |
| 581   | 632   | Il mistero delle magliette rosse - quarta parte - 「赤く揺れる照準（ターゲット）」 - Akaku yureru target (tāgetto) – "Il tremante obiettivo rosso" | 17 luglio 2010    | 2 ottobre 2013    |
| 581   | 632   | Conan risolve il caso. Improvvisamente, Kogoro si sveglia e completa la sua deduzione leggendo un messaggio anonimo sul suo cellulare. Per capire chi sia stato a spedire il messaggio, Ran prova a richiamare il numero. Il proprietario del cellulare racconta loro di aver ritrovato il suo cellulare grazie ad un uomo che corrisponde alla descrizione di Akai. Conan cerca di incontrarlo, ma viene fermato da Jodie e Camel. Questi rivela di aver visto alcuni uomini dell'Organizzazione nera all'esterno del centro commerciale e Jodie si rende conto che l'organizzazione ha intenzione di uccidere Akai. Nel tentativo di avvertirlo, si imbatte, però, in Subaru che la fa cadere a terra. Akai entra nel campo visivo di Chianti, ma, nel momento in cui sta per sparargli, questo le sorride facendole perdere la mira. Inoltre, i clienti vengono convinti da Conan a rientrare immediatamente nel centro commerciale. Gin, dopo una conversazione con Vermouth, decide di rinunciare al piano. Okiya, parlando con Conan, afferma di essere alla ricerca di un suo conoscente che è stato ripreso nel filmato della rapina in banca e che si trovava nel grande magazzino; solo dopo averlo osservato meglio, si è accorto che non era colui che cercava, ma solo un suo sosia. |                   |                   |
| 582   | 633   | Il duo fragola 「ゾンビが死んだ夜」 - Zonbi ga shinda yoru – "La notte in cui morì lo zombie" | 24 luglio 2010    | 19 settembre 2013 |
| 582   | 633   | Kogoro, Ran e Conan vengono invitati alla festa di compleanno della componente di un duo comico. Quando Kogoro arriva e suona alla porta, la donna si presenta tutta sporca di sangue e afferma di essere appena stata aggredita da un uomo. |                   |                   |
| 583   | 634   | L'amore della maestra 「小林先生の恋」 - Kobayashi-sensei no koi – "L'amore della maestra Kobayashi" | 14 agosto 2010    | 20 settembre 2013 |
| 583   | 634   | Al dipartimento di polizia si sparge la voce della possibile relazione fra Shiratori e Kobayashi. Questa decide di accompagnare i Giovani Detective a vedere i fuochi d'artificio, ma, in un momento di distrazione, li perde di vista. La donna sente litigare due persone e si avvicina per vedere cosa sta accadendo: uno dei due contendenti è stato accoltellato e l'altro si è dato alla fuga. Shiratori vuole far affidamento sulla testimonianza di Kobayashi per risolvere il caso. Sono stati trovati tre sospettati che avevano dei rancori verso chi è stato aggredito. |                   |                   |
| 584   | 635   | Un cuore infranto 「白鳥警部の失恋」 - Shiratori-keibu no shitsuren – "L'amore perduto dell'ispettore Shiratori" | 21 agosto 2010    | 23 settembre 2013 |
| 584   | 635   | Shiratori fa vedere i trr sospettati trovati a Kobayashi, che ha sentito la voce del colpevole e le è sembrato che fosse una donna, ma lei afferma che nessuno dei tre le ricorda l'omicida. Poco dopo, Kobayashi vede Sato ed inizia a pensare che Shiratori si sia interessato a lei solo perché non poteva ottenere l'amore della detective. Sconvolta, Kobayashi decide di non collaborare più all'indagine. Shiratori prova a smentire l'equivoco ricordandole il loro primo incontro in biblioteca, ma Kobayashi non vuole sentire ragioni. Più tardi, a scuola, riceve una misteriosa chiamata da qualcuno che le dice di recarsi nell'aula di musica. Nella scena finale, qualcuno le si avvicina di soppiatto. |                   |                   |
| 585   | 636   | L'amore dei ciliegi 「時を超える桜の恋」 - Toki o koeru sakura no koi – "L'amore di ciliegio che sconfigge il tempo" | 28 agosto 2010    | 24 settembre 2013 |
| 585   | 636   | Kobayashi entra nell'aula di musica, ma, all'improvviso, viene attaccata dall'omicida. Questa si rivela essere Sato che, sfruttando la somiglianza, si è travestita da Kobayashi per attirarlo. Shiratori giunge sul posto e, dopo aver risolto il caso, confessa il suo amore a Kobayashi. Il giorno seguente, i Giovani Detective e Conan vengono arruolati da Jirokichi per difendere il corno di ambra presente sulla statua del Kirin che Kid vuole rubare. L'oggetto è stato nascosto all'interno di un pilastro di un tempio e questo si può aprire ruotando contemporaneamente quattro chiavi nelle serrature presenti su quattro piedistalli elettronici posti agli angoli della stanza. |                   |                   |
| 586   | 637   | Il corno d'ambra svanito nell'oscurità 「闇に消えた麒麟の角」 - Yami ni kieta Kirin no kaku – "Il corno del Kirin che scomparve nell'oscurità" | 4 settembre 2010  | 25 settembre 2013 |
| 586   | 637   | Jirokichi fissa le chiavi al muro ed attende l'arrivo di Kid. All'improvviso, la luce si spegne e le finestre si rompono. Tornata la luce, i Detective Boys continuano a proteggere i piedistalli, ma il pilastro centrale è aperto e il corno del Kirin è stato rubato. Inoltre, Conan è stato messo fuori gioco da un taser e Kid ha lasciato un biglietto firmato su ognuno dei piedistalli. Jirokichi, non avendo sentito il suono dell'allarme, riesce a capire che Kid è ancora all'interno del tempio con i suoi possibili complici. I Giovani Detective si offrono per indagare sugli adulti facendo leva sul fatto che Kid non può assumere la loro identità. Ai, grazie al colore e ad alcuni caratteri incisi sui pilastri, deduce che su di essi dovevano essere presenti le statue dei quattro animali guardiani Si Ling (Uccello Vermiglio, Tigre Bianca, Tartaruga Nera, Drago Azzurro). Ai ipotizza che ci sia un altro modo per poter aprire il pilastro centrale e rivelare il Kirin senza utilizzare le quattro chiavi. |                   |                   |
| 587   | 638   | Ladro Kid contro i giovani detective 「キッドＶＳ四神探偵団」 - Kiddo vāsasu Shijin Tanteidan – "Kid contro la Squadra dei Quattro Spiriti Detective" | 11 settembre 2010 | 26 settembre 2013 |
| 587   | 638   | Conan riprende i sensi e comunica ai Giovani Detective e ad Ai il modo per aprire il pilastro e la vera ragione per cui Kid lo ha addormentato. Si scopre che sono stati gli stessi Giovani Detective che, involontariamente, hanno aperto il pilastro appoggiandosi sui piedistalli per proteggerli durante il blackout. Nakamori si rivela essere Kid sotto mentite spoglie, ma, ancora una volta, il ladro riesce a fuggire. |                   |                   |
| 588   | 639   | La trappola della piantagione sul tetto 「屋上農園の罠」 - Okujō nōen no wana – "La trappola della piantagione sul tetto" | 18 settembre 2010 | 23 giugno 2014    |
| 588   | 639   | Sul tetto di un edificio sono stati creati 4 piccoli orti. Kogoro, Ran e Conan si recano a far visita ad una donna che sta coltivando la sua porzione di terreno. Qui fanno la conoscenza di un uomo particolarmente antipatico. Il giorno successivo, i tre decidono di aiutarla, ma, quando arrivano sul tetto, trovano il corpo senza vita dell'uomo. |                   |                   |
| 589   | 640   | Un compleanno da dimenticare - prima parte - 「最悪な誕生日（バースデー）（前編）」 - Saiaku na birthday (bāsudē) (zenpen) – "Il peggior compleanno (prima parte)" | 25 settembre 2010 | 24 giugno 2014    |
| 589   | 640   | Ran scopre la ricevuta di una collana comprata da Kogoro e deduce che si tratta di un regalo di compleanno per Eri. Dopo aver vinto ad una lotteria, Ran invita la madre e Kogoro ad alloggiare in un albergo di lusso. Eri ospita nella sua stanza una persona che dovrà difendere in tribunale. Durante la cena, Eri si aspetta di ricevere il regalo da Kogoro, ma sembra che Kogoro non abbia intenzione di darglielo. Eri torna in camera e, dopo aver fatto una doccia, trova la sua compagna di stanza morta accanto al letto. |                   |                   |
| 590   | 641   | Un compleanno da dimenticare - seconda parte - 「最悪な誕生日（バースデー）（後編）」 - Saiaku na birthday (bāsudē) (kōhen) – "Il peggior compleanno (seconda parte)" | 2 ottobre 2010    | 25 giugno 2014    |
| 590   | 641   | Vengono ritrovate alcune tracce di sangue che portano a pensare che l'assassino abbia nascosto il corpo della vittima sotto il letto aspettando il momento in cui Eri fosse stata sotto la doccia. Yokomizo giunge sulla scena del crimine per le indagini. |                   |                   |
| 591   | 642   | La villa con gli acquari 「水族館のある家」 - Suizokukan no aru ie – "La casa con gli acquari" | 16 ottobre 2010   | 26 giugno 2014    |
| 591   | 642   | Agasa ed i Giovani Detective si recano presso l'abitazione di un architetto che è solito utilizzare degli acquari nei suoi progetti. Questi, però, non risponde e la porta viene aperta da un amico dell'uomo. Genta e Mitsuhiko vanno in bagno e qui trovano il cadavere dell'architetto. Conan è convinto che l'assassino sia l'amico e cerca delle prove che lo incastrino. |                   |                   |
| 592   | 643   | Giallo alla Fiera del Gallo - prima parte - 「猿と熊手のトリ物帖（前編）」 - Saru to kumade no torimonochō (zenpen) – "Il G(i)allo della scimmia e del rastrello (prima parte)" | 23 ottobre 2010   | 27 giugno 2014    |
| 592   | 643   | Alla "Fiera del Gallo" celebrata nei templi shintoisti della città si aggira un borseggiatore che effettua i suoi colpi indossando una maschera Tokusu, noto all'opinione pubblica con il soprannome di "Uomo Gallo". Sonoko viene scippata ed il giorno successivo decide di ritornare nello stesso luogo per avere la rivincita. Questi si ripresenta ed aggredisce un uomo. La vittima, però, afferma che chi l'ha aggredito non è stato "il gallo", ma "la scimmia" e mostra con le dita il numero nove. |                   |                   |
| 593   | 644   | Giallo alla Fiera del Gallo - seconda parte - 「猿と熊手のトリ物帖（後編）」 - Saru to kumade no torimonochō (kōhen) – "Il G(i)allo della scimmia e del rastrello (seconda parte)" | 30 ottobre 2010   | 30 giugno 2014    |
| 593   | 644   | Quando la polizia interroga i tre possibili sospetti, si scopre che tutti loro hanno un alibi per almeno uno dei due giorni e, quindi, gli uomini vengono rilasciati. All'ospedale, l'uomo che è stato aggredito nega di aver dato degli indizi sul colpevole. Conan è convinto che chi l'ha aggredito si celi fra le tre persone interrogate e cerca di capire perché l'uomo abbia ritrattato le sue dichiarazioni. |                   |                   |
| 594   | 645   | Il tour gastronomico - prima parte - 「広島宮島七不思議ツアー（宮島編）」 - Hiroshima Miyajima nana fushigi tsuā (Miyajima hen) – "Il tour delle sette meraviglie a Hiroshima e Miyajima (parte di Miyajima)" | 6 novembre 2010   | 1º luglio 2014    |
| 594   | 645   | Kogoro, Ran e Conan si recano a Hiroshima dove il detective deve girare un documentario per una rete televisiva. Durante il viaggio, i componenti della troupe subiscono strani incidenti che richiamano le "sette meraviglie leggendarie del monte Misen". |                   |                   |
| 595   | 646   | Il tour gastronomico - seconda parte - 「広島宮島七不思議ツアー（後編）」 - Hiroshima Miyajima nana fushigi tsuā (Hiroshima hen) – "Il tour delle sette meraviglie a Hiroshima e Miyajima (parte di Hiroshima)" | 13 novembre 2010  | 2 luglio 2014     |
| 595   | 646   | Dopo che lo staff televisivo subisce altri incidenti si pensa che possa averli provocati un uomo sparito da tempo dal monte, ma Conan è sicuro che invece l'aggressore sia un membro dello staff e riesce a stabilire quale sia il legame fra l'uomo e gli operatori televisivi. |                   |                   |
| 596   | 647   | Alibi per una caduta 「転落のアリバイ」 - Tenraku no aribai – "L'alibi che è caduto" | 20 novembre 2010  | 3 luglio 2014     |
| 596   | 647   | Kogoro, Ran e Conan vengono invitati a visitare una società che si occupa di produzioni televisive. Mentre si trovano nell'edificio, i tre vedono precipitare da una finestra l'organizzatore di eventi che li aveva contattati. Tutto farebbe pensare ad un suicidio, ma Conan e Kogoro non ne sono convinti. |                   |                   |
| 597   | 648   | Crimine alle terme - prima parte - 「湯煙密室のシナリオ（前編）」 - Yukemuri misshitsu no shinario (zenpen) – "Lo scenario di un bagno di vapore chiuso a chiave (prima parte)" | 27 novembre 2010  | 1º settembre 2014 |
| 597   | 648   | Agasa deve fare delle riparazioni ad un'invenzione creata per un centro termale e decide di portare con sé anche i Giovani Detective. Nella struttura soggiornano anche gli attori, il regista e lo sceneggiatore di un film. Ai ed Ayumi trovano il corpo senza vita dello sceneggiatore nel bagno delle donne. La polizia crede che l'uomo sia scivolato ed abbia battuto la testa, ma Conan è convinto che si tratti di un omicidio a porte chiuse. Ai ed Ayumi sono turbate perché pensano che Conan le abbia viste senza vestiti al momento del ritrovamento del cadavere. |                   |                   |
| 598   | 649   | Crimine alle terme - seconda parte - 「湯煙密室のシナリオ（後編）」 - Yukemuri misshitsu no shinario (kōhen) – "Lo scenario di un bagno di vapore chiuso a chiave (seconda parte)" | 4 dicembre 2010   | 2 settembre 2014  |
| 598   | 649   | Mentre proseguono le indagini, vengono rinvenuti degli oggetti che fanno pensare che qualcuno si sia appostato di notte all'interno dei bagni termali. Conan utilizza la voce di Agasa per spiegare come si sono svolti i fatti e rivelare il nome del colpevole. Ai si vendica mettendo del peperoncino negli slip di Conan. |                   |                   |
| 599   | 650   | Il giustiziere 「セイギノミカタ」 - Seigi no mikata – "Amico della giustizia" | 11 dicembre 2010  | 3 settembre 2014  |
| 599   | 650   | Ran e Conan, mentre stanno viaggiando in treno, si trovano a dover fronteggiare un ladro. I due vengono salvati da un uomo anziano. Poco dopo, i ragazzi notano che la polizia sta indagando nei pressi della ferrovia: un uomo è stato ucciso con un colpo alla testa. |                   |                   |
| 600   | 651   | Lo spirito delle acque - prima parte - 「河童が見た夢（前編）」 - Kappa ga mita yume (zenpen) – "Il sogno fatto da un kappa (prima parte)" | 18 dicembre 2010  | 4 settembre 2014  |
| 600   | 651   | Kogoro riceve una misteriosa lettera da parte di una persona sospettata di un omicidio avvenuto in una locanda. Durante il tragitto, si imbattono in un uomo che chiede loro di visitare la tomba di un bambino annegato in un fiume avvenuto proprio undici anni prima. Arrivati alla locanda, un giornalista spiega che, molto probabilmente, ad averlo ucciso è un kappa. Più tardi, Kogoro e Conan accompagnano Ran a recuperare il cellulare perduto nei dintorni della tomba, ma, nel buio, Ran scorge una misteriosa figura simile ad un kappa. Il giorno successivo, viene ritrovato il corpo senza vita del padrone della locanda nella stessa soffitta. Yamamura giunge sul posto per le indagini. |                   |                   |
| 601   | 652   | Lo spirito delle acque - seconda parte - 「河童が見た夢（後編）」 - Kappa ga mita yume (kōhen) – "Il sogno fatto da un kappa (seconda parte)" | 25 dicembre 2010  | 5 settembre 2014  |
| 601   | 652   | Yamamura è convinto che l'omicida sia un alieno. L'uomo è stato annegato con l'acqua dello stagno e Conan deve scoprire in quale modo sia stata portata fino a quella soffitta. |                   |                   |
| 602   | 653   | Mistero sul campo da tennis 「テニスコートに潜む悪魔」 - Tenisu kōto ni hisomu akuma – "Il diavolo nascosto al campo da tennis" | 8 gennaio 2011    | 8 settembre 2014  |
| 602   | 653   | Sonoko si reca ad assistere ad un torneo di tennis in cui gareggia anche il suo istruttore. Sonoko viene accompagnata da Ran e Conan. L'istruttore gioca una prima partita di allenamento e successivamente un doppio con Sonoko. L'uomo, però, ha un malore e Conan sospetta che sia stato avvelenato. Conan riesce a restringere il numero dei sospetti a tre. |                   |                   |
| 603   | 654   | Il mistero della seduta spiritica - prima parte - 「降霊会Ｗ密室事件（第一の密室）」 - Kōrei kai daburu misshitsu jiken (daiichi no misshitsu) – "Il mistero della doppia stanza chiusa a chiave della seduta spiritica (prima stanza chiusa a chiave)" | 29 gennaio 2011   | 9 settembre 2014  |
| 603   | 654   | Conan, Kogoro e Ran si perdono in un bosco. I tre notano una villa e decidono di recarvisi per chiedere indicazioni: al suo interno si trovano i componenti del fan club di Kira Miyahara che hanno organizzato una seduta spiritica per evocare la loro attrice preferita, morta un anno prima in un incidente stradale. I ragazzi vogliono avere informazioni sulle circostanze della sua morte. Conan scopre che tutte le manifestazioni dello spirito avvenute durante la seduta sono, in realtà, dei trucchi. Più tardi, una ragazza appartenente al fan club viene trovata morta strangolata. |                   |                   |
| 604   | 655   | Il mistero della seduta spiritica - seconda parte - 「降霊会Ｗ密室事件（第二の密室）」 - Kōrei kai daburu misshitsu jiken (daini no misshitsu) – "Il mistero della doppia stanza chiusa a chiave della seduta spiritica (seconda stanza chiusa a chiave)" | 5 febbraio 2011   | 10 settembre 2014 |
| 604   | 655   | Poco dopo il ritrovamento del primo cadavere, uno dei presenti avverte Kogoro che anche un altro ragazzo è morto in una stanza chiusa a chiave dall'interno. Sembra che questi si sia tolto la vita dopo aver ucciso la ragazza. Dalle risposte date dai superstiti durante l'interrogatorio, Megure capisce che quasi tutti i componenti del fan club erano stati minacciati e che l'organizzatore della seduta spiritica ha inscenato la presenza dello spirito per spaventare l'assassino ed indurlo a confessare. |                   |                   |
| 605   | 656   | Il mistero della seduta spiritica - terza parte - 「降霊会Ｗ密室事件（密室開放）」 - Kōrei kai daburu misshitsu jiken (misshitsu kaihō) – "Il mistero della doppia stanza chiusa a chiave della seduta spiritica (apertura delle stanze chiuse a chiave)" | 12 febbraio 2011  | 11 settembre 2014 |
| 605   | 656   | Conan scopre che i due delitti sono collegati all'omicidio di un editore avvenuto qualche mese prima e che l'assassino si è servito dei poster dell'attrice per inscenare il suicidio dell'ultima vittima. Conan spiega anche il motivo per cui sul corpo della donna non sono stati trovati segni di colluttazione. |                   |                   |